# Joaquín Baglietto
Joaquín Eusebio Baglietto González fue un escultor español del siglo XIX, hijo de Santiago y hermano de Leoncio.

## Biografía
Hijo del también escultor Santiago Baglietto, se formó como discípulo de la Real Academia de Bellas Artes de Santa Isabel de Hungría, en cuya clase de escultura recibió premio. Pasó algunos años en Cuba. Fue autor del grabado y tallado de unas escopetas de sistema Soriano destinadas en 1854 a los generales Baldomero Espartero y Leopoldo O'Donnell. Trabajó en, entre otros lugares, Murcia, Cartagena y Elche de la Sierra.